# Detroitský institut umění
Detroitský institut umění (Detroit Institute of Arts, DIA) v Detroitu v Michiganu je jedním z nejdůležitějších uměleckých muzeí ve Spojených státech. Byl založen v roce 1885. Sbírka zahrnuje více než 65 000 exponátů, počínaje uměním starověkého Egypta až po současné umění. Jedním ze zaměření je umělecká a kulturní historie USA od 18. století. Freska Detroit Industry v centru muzea je považována za jedno z nejdůležitějších děl Diega Rivery. Poté, co město Detroit roku 2013 vyhlásilo úpadek, byla také zpochybněna budoucnost Detroitského institutu umění. Rozprodej sbírky však byl odvrácen a muzeum bylo trvale zajištěno novým sponzorstvím.

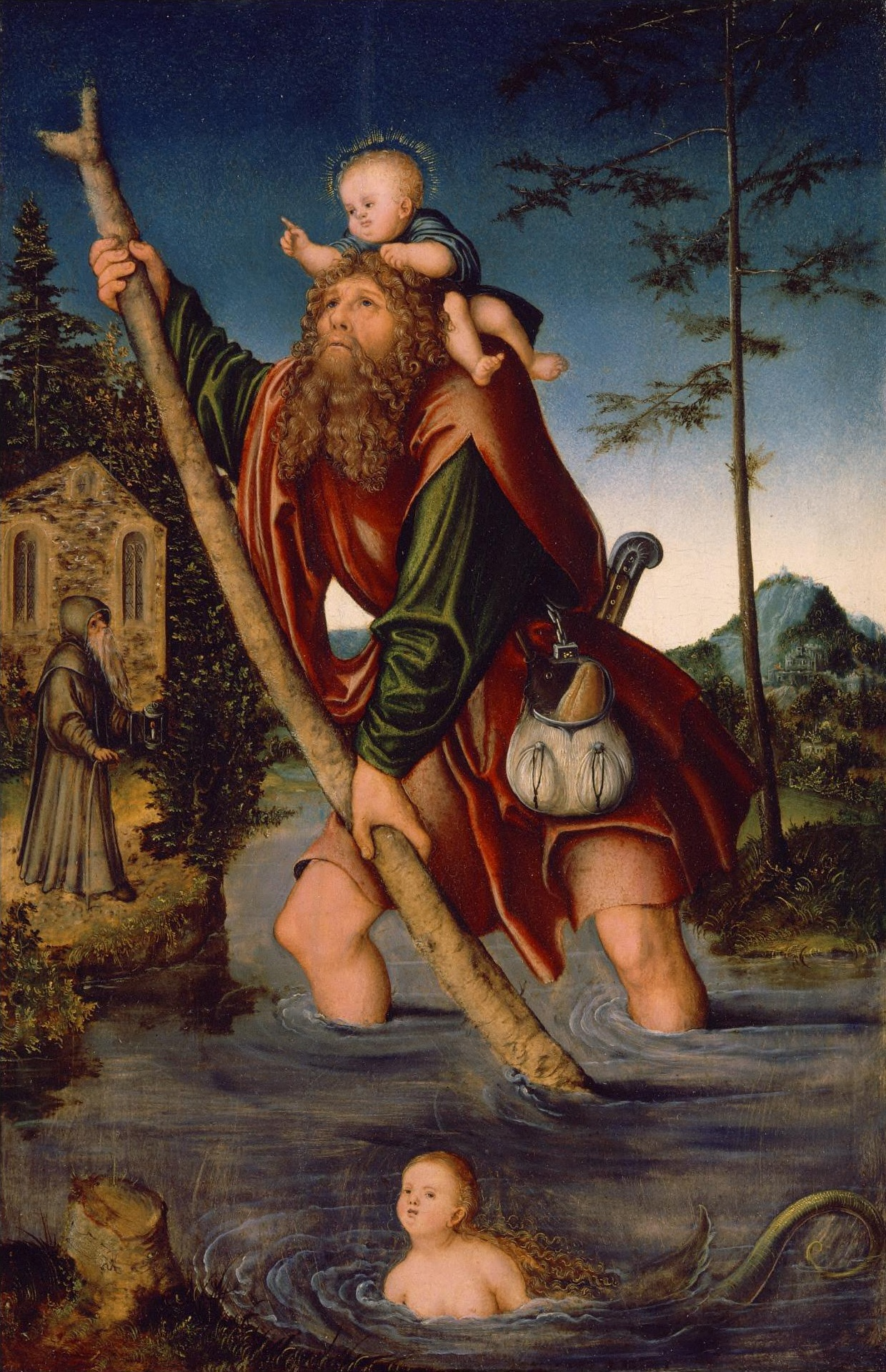
Lucas Cranach starší, Sv. Kryštof, 1518–20
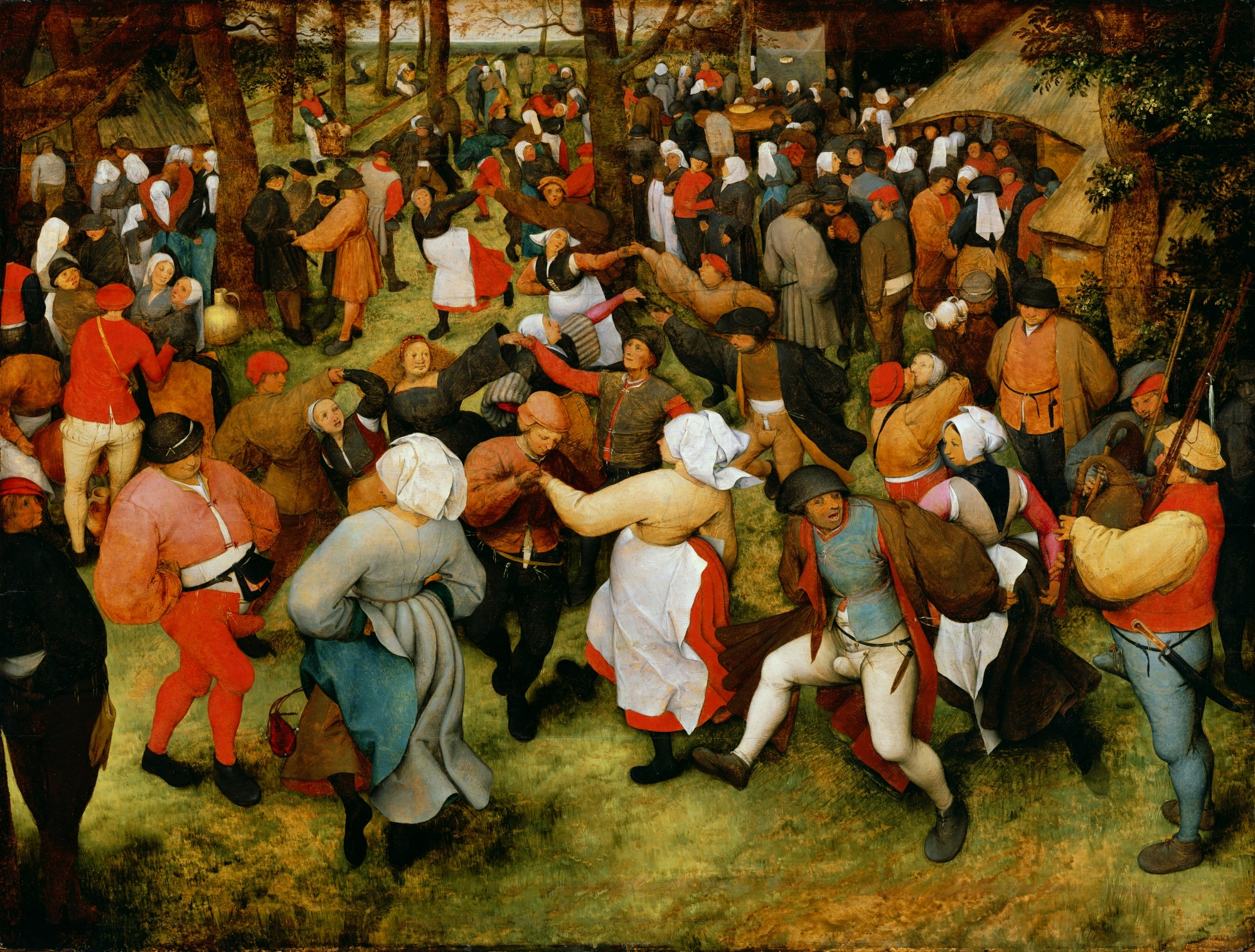
Pieter Bruegel starší, Svatební tanec, 1566
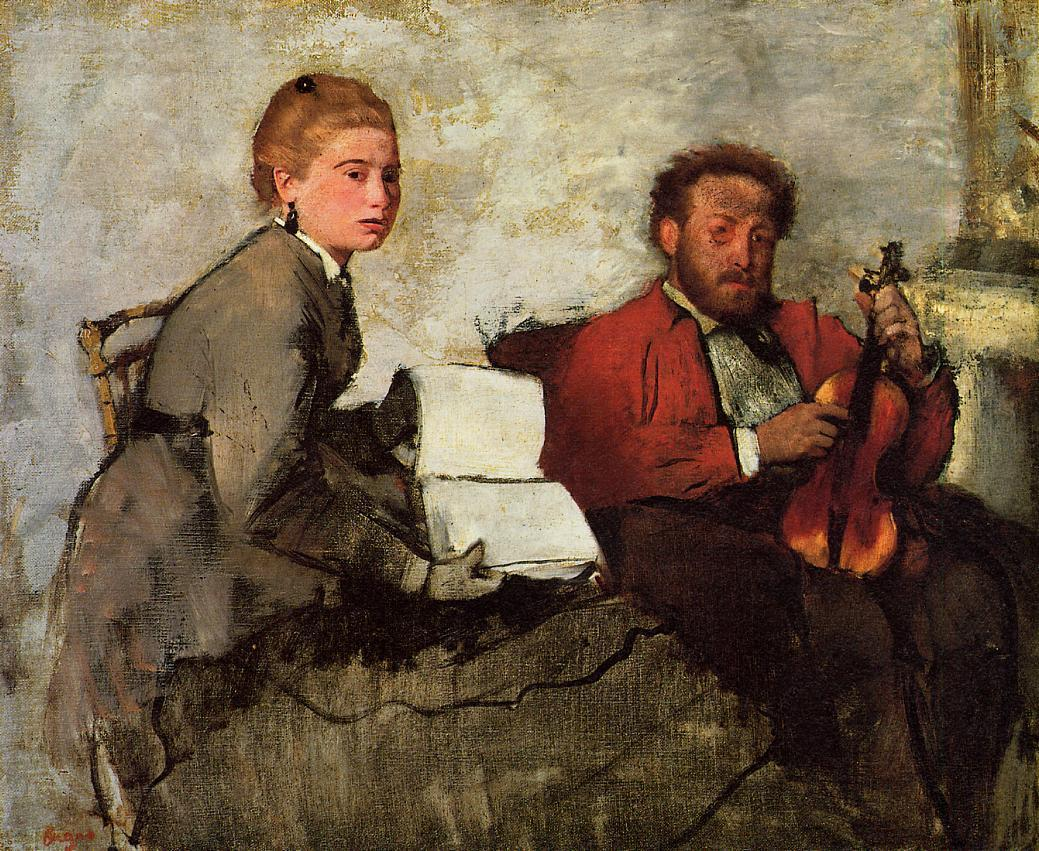
Edgar Degas, Houslista a mladá žena, 1870–72
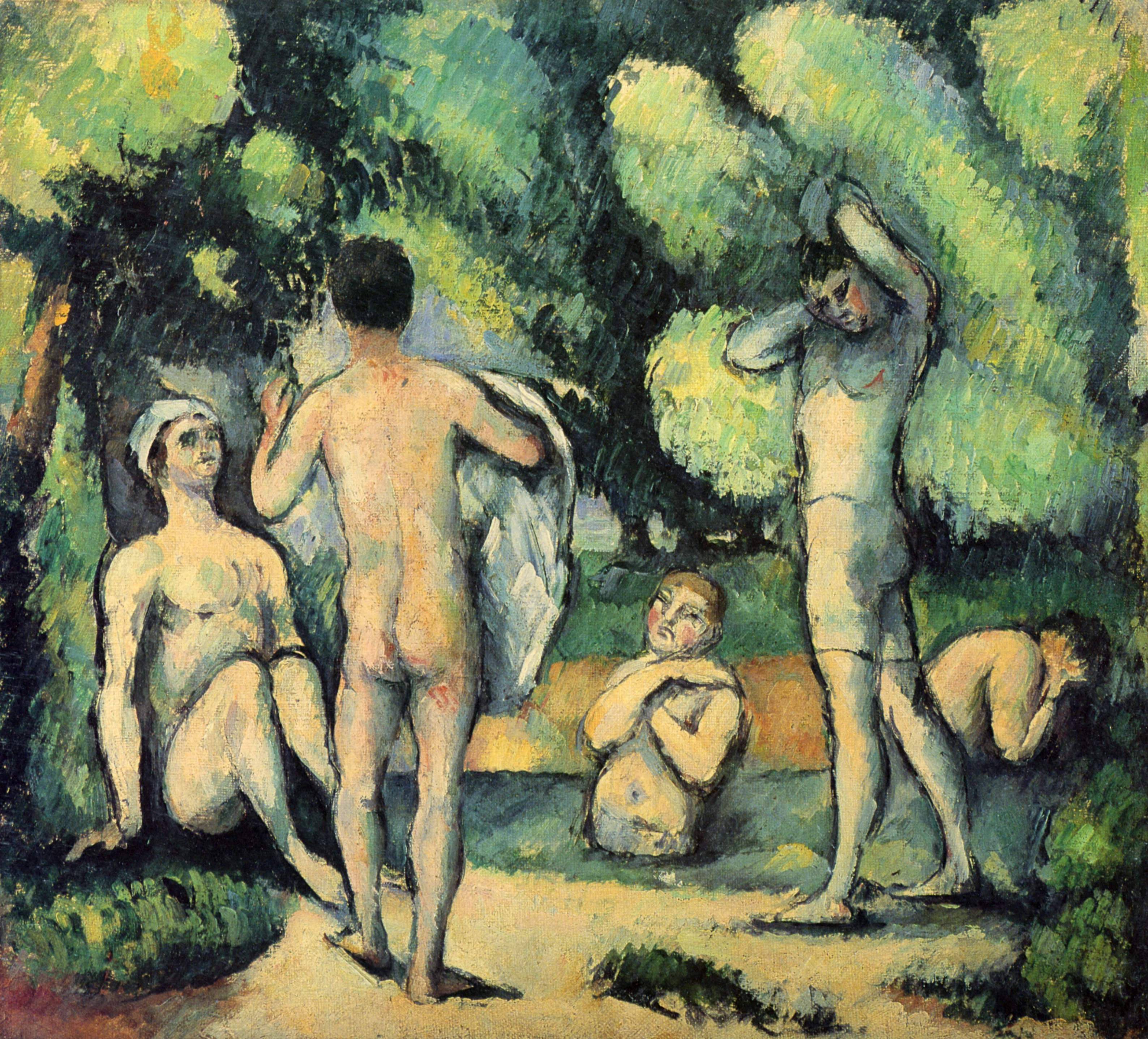
Paul Cézanne, Koupání, 1879
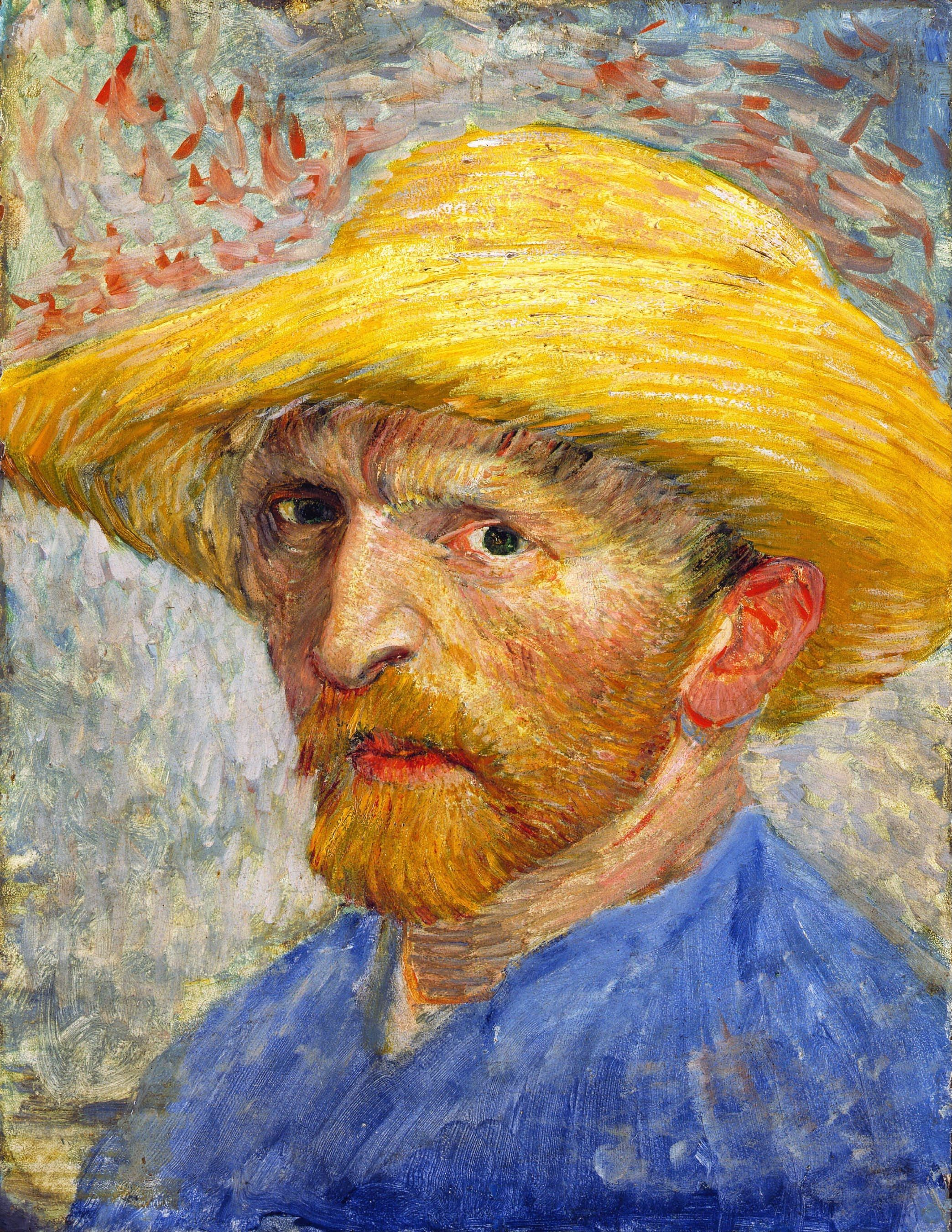
Vincent van Gogh, Autoportrét, 1887
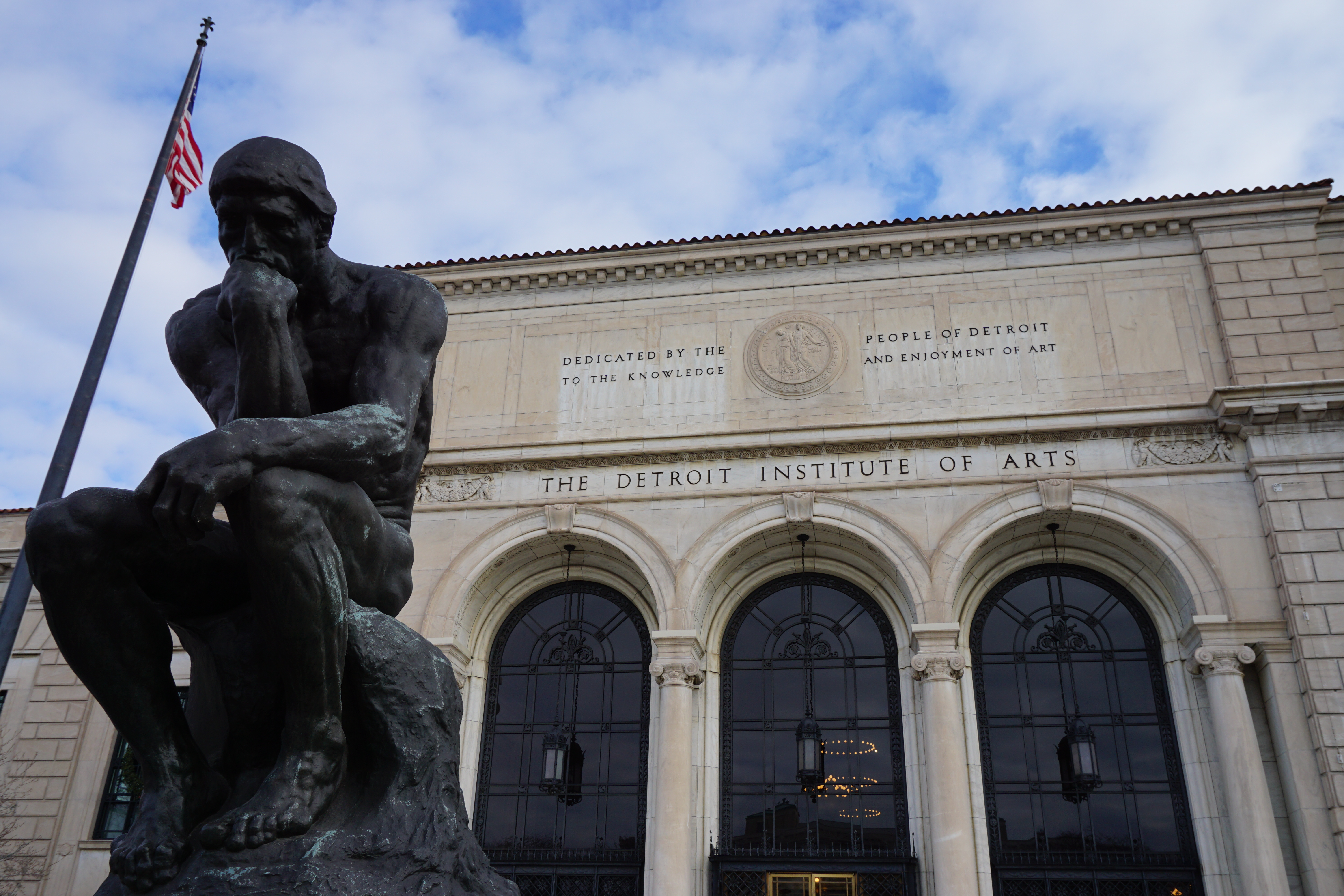
Auguste Rodin, Myslitel, 1880–82